# کن مورای (سرگرم‌کننده)
کن مورای (انگلیسی: Ken Murray; ۱۴ ژوئیهٔ ۱۹۰۳ – ۱۲ اکتبر ۱۹۸۸) یک هنرپیشه، و تهیه‌کننده اهل ایالات متحده آمریکا بود. وی بین سال‌های ۱۹۲۹ تا ۱۹۸۳ میلادی فعالیت می‌کرد.
از فیلم‌ها یا برنامه‌های تلویزیونی که وی در آن نقش داشته‌است می‌توان به مردی که لیبرتی والانس را کشت، بچه‌ها دنبالم بیاین اشاره کرد.